# Hybothorax palparicida
Hybothorax palparicida is een vliesvleugelig insect uit de familie bronswespen (Chalcididae). De wetenschappelijke naam is voor het eerst geldig gepubliceerd in 1974 door Boucek.